# Homoneura senta
Homoneura senta är en tvåvingeart som beskrevs av Kim 1994. Homoneura senta ingår i släktet Homoneura och familjen lövflugor. Inga underarter finns listade i Catalogue of Life.